# Rock and Roll (chanson de Led Zeppelin)
Pour les articles homonymes, voir Rock 'n' roll (homonymie).
Pistes de Led Zeppelin IV
Black Dog
(1) The Battle of Evermore
(3)
Rock and Roll est une chanson du groupe de rock Led Zeppelin qui figure sur leur quatrième album, Led Zeppelin IV, sorti le 8 novembre 1971. Il s'agit de l'une des chansons les plus connues du groupe.
Elle est construite sur une des structures les plus répandues du blues et du rock 'n' roll, un blues de 12 mesures en la. Les parties de piano sont enregistrée par Ian Stewart connu également pour ses collaborations avec les Rolling Stones.
Une version live de la chanson enregistrée au Madison Square Garden en juillet 1973 figure sur le film du groupe, The Song Remains the Same ainsi que sur l'album live éponyme. Une autre version enregistrée en 1972 figure sur l'album live How the West Was Won.

## Classements
| Classement (1972)              | Meilleure position |
| ------------------------------ | ------------------ |
| Allemagne (Media Control AG)   | 13                 |
| Australie (Kent Music Report)  | 51                 |
| Belgique (Flandre VRT Top 30)  | 30                 |
| Canada (RPM 100 Singles)       | 38                 |
| États-Unis (Billboard Hot 100) | 47                 |
| États-Unis (Cash Box)          | 42                 |
| États-Unis (Record World)      | 38                 |

## Reprises notables
- 1980 : Heart (Greatest Hits Live)
- 1994 : Gotthard (Dial Hard)
- 1999 : Clarence "Gatemouth" Brown (Whole Lotta Blues: Songs of Led Zeppelin)
- 2000 : Dread Zeppelin (De-jah Voodoo)
- 2003 : Sheryl Crow (C'mon America 2003 DVD)
- 2004 : Van Halen (Live Without a Net)
- 2005 : Roger Daltrey (Moonlighting)
- 2005 : Susan Tedeschi (The Best of Susan Tedeschi: Episode One)
- 2006 : Jerry Lee Lewis avec Jimmy Page (Last Man Standing)
- 2007 : Stevie Nicks (Crystal Visions - The Very Best of Stevie Nicks)
- 2007 : KMFDM (The Many Faces of Led Zeppelin)
- 2007 : Lez Zeppelin (Lez Zeppelin)
- 2008 : Foo Fighters avec Jimmy Page & John Paul Jones (Foo Fighters Live at Wembley Stadium DVD)
- 2008 : Steve Lukather (Led Box: The Ultimate Led Zeppelin Tribute)